# Sabrina Santamariová
Sabrina Ashley Vida Santamariová (nepřechýleně: Santamaria, * 24. února 1993 Los Angeles, Kalifornie) je americká profesionální tenistka, deblová specialistka. Ve své dosavadní kariéře na okruhu WTA Tour vyhrála dva deblové turnaje. Tři trofeje ve čtyřhře získala v sérii WTA 125K. V rámci okruhu ITF získala dva tituly ve dvouhře a čtrnáct ve čtyřhře.
Na žebříčku WTA byla ve dvouhře nejvýše klasifikována v červnu 2016 na 384. místě a ve čtyřhře pak v srpnu 2019 na 53. místě.
V letech 2011–2015 hrála univerzitní tenis na University of South Carolina se sídlem v Columbii, kde vystudovala mezinárodní vztahy. Spolupracovala s organizací Amnesty International. V roce 2013 vyhrála se spolužačkou Kaitlyn Christianovou čtyřhru na národním mistrovství NCAA. Na Letní Univerziádě 2013 v Kazani vybojovala stříbrnou medaili z dvouhry, kde ji ve finále přehrála Japonka Sačie Išizuová. Mezi americkými tenistkami tak dosáhla nejlepšího výsledku od roku 1995.

## Tenisová kariéra
V rámci událostí okruhu ITF debutovala v červenci 2009, když na turnaji v indianském Evansville s dotací 10 tisíc dolarů postoupila z kvalifiace. V úvodním kole dvouhry podlehla krajance Ester Goldfeldové, jíž patřila 930. příčka žebříčku WTA.
Debut v hlavní soutěži nejvyšší grandslamové kategorie zaznamenala ve smíšené soutěži US Open 2013, do níž obdržela s krajanem Jarmerem Jenkinsem divokou kartu. V úvodním kole získali pět gamů na Francouze Alizé Cornetovou s Édouardem Rogerem-Vasselinem. Ženskou čtyřhru si poprvé zahrála po boku spoluhráčky z univerzity Kaitlyn Christianové na US Open 2015, opět po zisku divoké karty. V zahajovacím zápase však uhrály tři gamy na pozdější newyorské šampionky a členky prvního světového páru, Martinu Hingisovou se Saniou Mirzaovou. Společně se pak v roli náhradnic probojovaly až do semifinále Western & Southern Open 2018 v Cincinnati, kde je vyřadila belgicko-nizozemská dvojice Elise Mertensová a Demi Schuursová
Do premiérového finále na okruhu WTA Tour postoupila ve čtyřhře Abierto Mexicano Telcel 2018 v Acapulku, když ve finále s Christianovou podlehly německo-britské dvojici Tatjana Mariová a Heather Watsonová po dvousetovém průběhu. V přímých bojích o deblový titul pak neuspěla s Chilankou Alexou Guarachiovou na antukovém Istanbul Cup 2019 a po boku Slovinky Dalily Jakupovićové na Tashkent Open 2019.

## Finále na okruhu WTA Tour
| Legenda                                      |
| -------------------------------------------- |
| D – dvouhra; Č – čtyřhra                     |
| Grand Slam (0)                               |
| Turnaj mistryň (0)                           |
| Premier Mandatory & Premier 5 / WTA 1000 (0) |
| Premier / WTA 500 (0–1 Č)                    |
| International / WTA 250 (2–4 Č)              |

### Čtyřhra: 7 (2–5)
| Stav       | č. | datum           | turnaj              | kategorie     | povrch    | spoluhráčka           | soupeřky ve finále                           | výsledek         |
| ---------- | -- | --------------- | ------------------- | ------------- | --------- | --------------------- | -------------------------------------------- | ---------------- |
| Finalistka | 1. | 3. března 2018  | Acapulco, Mexiko    | International | tvrdý     | Kaitlyn Christianová  | Tatjana Mariová Heather Watsonová            | 5–7, 6–2, [2–10] |
| Finalistka | 2. | 28. dubna 2019  | Istanbul, Turecko   | International | antuka    | Alexa Guarachiová     | Tímea Babosová Kristina Mladenovicová        | 1–6, 0–6         |
| Finalistka | 3. | 28. září 2019   | Taškent, Uzbekistán | International | tvrdý     | Dalila Jakupovićová   | Hayley Carterová Luisa Stefaniová            | 3–6, 6–7(4–7)    |
| Finalistka | 4. | 21. března 2021 | Petrohrad, Rusko    | WTA 500       | tvrdý (h) | Kaitlyn Christianová  | Nadija Kičenoková Ioana Raluca Olaruová      | 6–2, 3–6, [8–10] |
| Vítězka    | 1. | 6. března 2022  | Monterrey, Mexiko   | WTA 250       | tvrdý     | Catherine Harrisonová | Chan Sin-jün Jana Sizikovová                 | 1–6, 7–5, [10–6] |
| Finalistka | 5. | září 2022       | Soul, Jižní Korea   | WTA 250       | tvrdý     | Asia Muhammadová      | Kristina Mladenovicová Yanina Wickmayerová   | 3–6, 2–6         |
| Vítězka    | 2. | 27. května 2023 | Rabat, Maroko       | WTA 250       | antuka    | Jana Sizikovová       | Ingrid Gamarra Martinsová Lidzija Marozavová | 3–6, 6–1, [10–8] |

## Finále série WTA 125
| Legenda                  |
| ------------------------ |
| D – dvouhra; Č – čtyřhra |
| WTA 125 (3–1 Č)          |

### Čtyřhra: 4 (3–1)
| Stav       | č. | datum       | turnaj               | povrch | spoluhráčka          | soupeřky ve finále                         | výsledek              |
| ---------- | -- | ----------- | -------------------- | ------ | -------------------- | ------------------------------------------ | --------------------- |
| Vítězka    | 1. | květen 2021 | Saint-Malo, Francie  | antuka | Kaitlyn Christianová | Hayley Carterová Luisa Stefaniová          | 7–6(7–4), 4–6, [10–5] |
| Finalistka | 1. | říjen 2023  | Tampico, Mexiko      | tvrdý  | Heather Watsonová    | Kamilla Rachimovová Anastasija Tichonovová | 6–7(5–7), 2–6         |
| Vítězka    | 2. | únor 2024   | Bombaj, Indie        | tvrdý  | Dalila Jakupovićová  | Arianne Hartonová Prarthana Thombareová    | 6–4, 6–3              |
| Vítězka    | 3. | červen 2024 | Makarska, Chorvatsko | antuka | Iryna Šymanovičová   | Nao Hibinová Oxana Kalašnikovová           | 6–4, 3–6, [10–6]      |

## Tituly na okruhu ITF
| Dotace turnajů okruhu ITF | Dotace turnajů okruhu ITF |
| ------------------------- | ------------------------- |
| 100 000 $ tournaments     | 80 000 $ tournaments      |
| 75 000 $ tournaments      | 60 000 $ tournaments      |
| 50 000 $ tournaments      | 25 000 $ tournaments      |
| 15 000 $ tournaments      | 10 000 $ tournaments      |

### Dvouhra (2 tituly)
| Č. | datum       | turnaj           | povrch | poražená finalistka | výsledek |
| -- | ----------- | ---------------- | ------ | ------------------- | -------- |
| 1. | květen 2016 | Varšava, Polsko  | antuka | Deborah Chiesaová   | 6–1, 6–4 |
| 2. | duben 2017  | Heráklion, Řecko | antuka | Mira Antonitschová  | 6–2, 6–0 |

### Čtyřhra (14 titulů)
| Č.  | datum             | turnaj                         | povrch     | spoluhráčka            | poražené finalistky                             | výsledek            |
| --- | ----------------- | ------------------------------ | ---------- | ---------------------- | ----------------------------------------------- | ------------------- |
| 1.  | červenec 2010     | Evansville, Spojené státy      | tvrdý      | Brynn Borenová         | Anastasija Charčenková Gabriela Pazová          | 6–3, 6–4            |
| 2.  | červenec 2011     | Evansville, Spojené státy      | tvrdý      | Brynn Borenová         | Nadia Echeverria Alamová Elizabeth Ferrisová    | 6–4, 4–6, [11–9]    |
| 3.  | 27. července 2013 | Rimini, Itálie                 | antuka     | Kaitlyn Christianová   | Giulia Gasparriová Lisa Sabinová                | 6–2, 6–1            |
| 4.  | březen 2016       | Le Havre, Francie              | antuka (h) | Bernarda Peraová       | Georgina Garciová Perezová Diāna Marcinkevičová | 6–2, 6–2            |
| 5.  | květen 2016       | Varšava, Polsko                | antuka     | Emma Laineová          | Deborah Chiesaová Jacqueline Cabaj Awadová      | 7–6(6), 6–0         |
| 6.  | říjen 2016        | Redding, Spojené státy         | tvrdý      | Ema Burgić Bucková     | Julia Elbabová Bernarda Peraová                 | 6–3, 7–6(4)         |
| 7.  | duben 2017        | Tučepi, Chorvatsko             | antuka     | Emma Laineová          | Jana Jablonovská Sandra Jamrichová              | 6–3, 6–2            |
| 8.  | červen 2017       | Bethany Beach, Spojené státy   | antuka     | Abigail Tere-Apisahová | Sophie Changová Alexandra Muellerová            | 6–4, 6–0            |
| 9.  | 29. října 2017    | Macon, Spojené státy           | tvrdý      | Kaitlyn Christianová   | Paula Cristina Gonçalvesová Sanaz Marandová     | 6–1, 6–0            |
| 10. | 4. února 2018     | Midland, Spojené státy         | tvrdý (h)  | Kaitlyn Christianová   | Maria Sanchezová Jessica Pegulaová              | 7–5, 4–6, [10–8]    |
| 11. | 24. února 2018    | Rancho Santa Fe, Spojené státy | tvrdý      | Kaitlyn Christianová   | Eva Hrdinová Taylor Townsendová                 | 6–7(6), 6–1, [10–6] |
| 12. | 13. května 2018   | Cagnes-sur-Mer, Francie        | antuka     | Kaitlyn Christianová   | Věra Lapková Galina Voskobojevová               | 2–6, 7–5, [10–7]    |
| 13. | říjen 2022        | Templeton, Spojené státy       | tvrdý      | Nao Hibinová           | Sophie Changová Katarzyna Kawaová               | 6–4, 7–6(4)         |
| 14. | listopad 2022     | Calgary, Kanada                | tvrdý (h)  | Catherine Harrisonová  | Kayla Crossová Marina Stakusicová               | 7–6(2), 6–4         |